# Паттилем
Паттилем или Пантелейка — река в России, на Кольском полуострове, протекает по территории Ловозерского района Мурманской области. Устье реки находится в 22 км по левому берегу реки Ачерйок. Длина реки — 42 км, площадь её водосборного бассейна — 277 км². На всём протяжении река порожиста.

## Данные водного реестра
По данным государственного водного реестра России относится к Баренцево-Беломорскому бассейновому округу, водохозяйственный участок реки — река Поной, речной подбассейн реки — подбассейн отсутствует. Речной бассейн реки — бассейны рек Кольского полуострова и Карелии, впадает в Белое море.